# ከ
Cette page contient des caractères éthiopiques. En cas de problème, consultez Aide:Unicode ou testez votre navigateur.
ከ (« kä ») est un caractère utilisé dans l'alphasyllabaire éthiopien comme symbole de base pour représenter les syllabes débutant par le son /k/.

## Usage
L'écriture éthiopienne est un alphasyllabaire ou chaque symbole correspond à une combinaison consonne + voyelle, organisé sur un symbole de base correspondant à la consonne et modifié par la voyelle. ከ correspond à la consonne « k » (ainsi qu'à la syllabe de base « kä »). Les différentes modifications du caractères sont les suivantes :
- ከ : « kä »
- ኩ : « ku »
- ኪ : « ki »
- ካ : « ka »
- ኬ : « ké »
- ክ : « ke »
- ኮ : « ko »
- ኯ : « koä »

ከ est le 14e symbole de base dans l'ordre traditionnel de l'alphasyllabaire.

## Historique

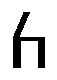
Caractère « k » de l'alphabet arabe méridional.

Le caractère ከ est dérivé du caractère correspondant de l'alphabet arabe méridional.

## Variantes
ከ possède les variantes suivantes :
- ኰ, variante labialisée ;
- ኸ, variante palatalisée ;
- ዀ, variante labialisée et palatalisée.

## Représentation informatique
- Dans la norme Unicode, les caractères sont représentés dans la table relative à l'éthiopien[1] :
  - ከ : U+12A8, « syllabe éthiopienne kä »
  - ኩ : U+12A9, « syllabe éthiopienne kou »
  - ኪ : U+12AA, « syllabe éthiopienne ki »
  - ካ : U+12AB, « syllabe éthiopienne ka »
  - ኬ : U+12AC, « syllabe éthiopienne ké »
  - ክ : U+12AD, « syllabe éthiopienne ke »
  - ኮ : U+12AE, « syllabe éthiopienne ko »
  - ኯ : U+12AF, « syllabe éthiopienne koä »